# Provincia Campobasso
Campobasso este o provincie în regiunea Molise în Italia.